# Vリーグ (2018-2024)
Vリーグ（V.LEAGUE、ブイリーグ）は、日本バレーボールリーグ機構（Vリーグ機構）が2018/19シーズンから2023/24シーズンまで主催していた、日本の男子と女子のセミプロバレーボールリーグである。

## 概要
日本のバレーボールのプロリーグ構想（スーパーリーグ構想）に基づき、2017/18シーズンまで開催されてきたVリーグ（V・プレミアリーグ、V・チャレンジリーグI・II）を再編して開催される。当初は参加全チームがクラブチーム（プロチーム）となることが想定されたが、V・プレミアリーグ全チームからリーグが分裂しないように移行するよう要望を出されたこともあり、結果的に参加チームにリーグライセンス制度こそ導入したものの、リーグそのものの運営形態としては、実業団主体のプレミアリーグ/チャレンジリーグの発展形となる形にとどまった。
リーグは DIVISION1 (V1)、DIVISION2 (V2)、DIVISION3 (V3) の3部構成で行われる。リーグ開幕前は「V.LEAGUE V3リーグ」といった表記も用いられていた事例もあった が、初年度の2018-2019シーズン開幕を前に「DIVISION」の表記に統一している。
これまで、ホームゲームの開催権利は都道府県バレーボール協会に譲渡してたが、それをホームチームに譲渡しチーム主体の運営を求めるものとした。また、一定数のホームゲーム開催を義務付け、ホームゲームを増加させた。
Vリーグ機構は以下のように目的を挙げている。
- 世界のトップリーグを目指し、日本のバレーボールの水準の向上およびバレーボールの普及を図る。
- 豊かなスポーツ文化の振興ならびに国民の心身の健全な発達に貢献。
- トップリーグのスポーツ文化の創造の先駆的役割を果たす。

また、次の5つのビジョンを掲げている。
- 世界に挑戦
- ファン重視
- 地域に密着
- 常に発展
- 成果の拡大

## V.LEAGUE参戦条件
バレーボールチームのV.LEAGUE参戦には、Vリーグ機構への「入社」が必要となる。そのためには、「Vリーグライセンス交付規則」に定めるS3ライセンスの取得が必要である。
Vリーグ機構入社には以下の手続きが必要である。
1. 入社希望シーズンの前年に開催されるV3参戦説明会に出席する。
2. Vリーグ機構指定期日までにS3ライセンス申請を行う。
3. Vリーグ機構理事会より10月末日までに審査結果が通知され、承認されたチームは、S3ライセンス交付及び入社内定となる。
4. 入社内定チームは、入社事業年度の定時社員総会を経て正式入社となる。

S3ライセンス取得により、V3リーグ出場が可能となる。
女子は2023-24シーズンまでV3リーグが開催されなかったため、2022-23シーズンまでは、S3ライセンス取得により特例でV2リーグ出場となっていた。

## 沿革
- 2016年
  - 9月20日：2018年度を目途に新リーグを創設しプロ化を目指すことを発表[10][11]。2016年11月30日を参入手続き期限と定め、参入希望を募った。
  - 11月29日：チーム運営、ホーム＆アウェイ制、ホーム会場の収容人数の条件を緩和し、新リーグ参入手続き期限を12月31日に延長した[12]。
  - 12月27日：V・プレミアリーグ全チームよりスーパーリーグ構想への要望が出されたため、それを基に議論を重ねて2017年4月を目途に新リーグ構想を作り上げると発表[4]。
- 2017年
  - 5月31日：スーパーリーグ構想記者会見を行い、2018年に新リーグ「スーパーリーグ」に移行すると発表した[13]。
  - 12月25日：新リーグ名称をV.LEAGUEとし、仮称であったS1/S2/S3リーグの正式名称をV1/V2/V3リーグにすると発表[1]。
- 2018-19シーズン
  - V1女子が内定していたフォレストリーヴズ熊本の退社に伴い同チームのS1ライセンスを取消[14]。V1女子は定員より1チーム少ない11チームでスタートとなった。
  - リーグ編成は、V1男子：10、V2男子：9、V3男子：6、V1女子：11、V2女子：10[5]（初年度参戦チームはV.LEAGUE2018-19を参照）。
  - V1女子は東西に分かれた2カンファレンス制を採用[5]。
  - 2018年10月26日：V1男子、サントリーサンバーズ対JTサンダーズ（サントリーのホームゲーム）で初年度のV.LEAGUEが開幕。
- 2019-20シーズン
  - V1女子が1チーム増加し（V2優勝チームの自動昇格）、従来の定員通り12チームに。また、各カンファレンスの組分け方式が変更になり、2017/18シーズンの順位をもとに振り分けられた[15]。
  - 前シーズンV3男子の3チームがS2ライセンスを取得しV2昇格。V2男子は3チーム増加し12チームに[15]。
  - 前シーズンをもって、V2女子のトヨタ自動車ヴァルキューレと大阪スーペリアーズが退社[16][17]。
  - 男子のSafilva北海道と女子のルートインホテルズ Brilliant Ariesが入社[18]。V3男子は4チーム、V2女子は8チームとなった[15]。
- 2020-21シーズン
  - V1女子は1リーグ制に戻された[19]。
  - 前シーズンV3男子の1チームがS2ライセンスを取得しV2昇格。V2男子は1チーム増加し13チームに[19]。
  - 男子3チーム（クボタスピアーズ、千葉ZELVA、アイシンティルマーレ）と女子1チーム（熊本）が入社し、V3男子は6チーム、V2女子は9チームとなった[19][20][注 2]。
  - 女子チームのリガーレ仙台が翌シーズンS3ライセンスを取得し、翌シーズン入社内定となった[21]。
- 2021-22シーズン
  - 前シーズンV3男子の3チームがS2ライセンスを取得しV2昇格し、V2男子の1チームがS3ライセンスに格下げとなりV3降格となったため、V2男子は2チーム増加し15チーム、V3男子は2チーム減少し4チームになった[22]。
  - 女子1チーム（仙台）が入社し、V2女子は10チームとなった[22]。
  - 男子チームの福岡ウイニングスピリッツと女子チームのヴィアティン三重が翌シーズンS3ライセンスを取得し、翌シーズン入社内定となった。
  - V2男子は2022-23シーズンより10チームを定員にすることとなり、当シーズンは15チーム中下位5チームを自動降格、9-10位をV3上位との入替戦出場とした。
- 2022-23シーズン
  - 運営法人が一般社団法人ジャパンバレーボールリーグに改称
  - 2021-22シーズンに行われたV2男子、V3男子の定員調整により、V2男子、V3男子とも10チームとなった（V3男子は1チームの新入社（福岡WS）を含めて10チームである。）。
  - 女子1チーム（三重）が入社し、V2女子は11チームとなった。
  - 男子1チーム（フラーゴラッド鹿児島）と女子3チーム（アルテミス北海道、倉敷アブレイズ、カノアラウレアーズ福岡）が翌シーズンS3ライセンスを取得し、翌シーズン入社内定となった[23]。
- 2023-24シーズン
  - 新たなトップリーグとしてSV.LEAGUEが創設され、V.LEAGUEはその下部リーグの名称となる。運営法人は分割され、前者は一般社団法人SVリーグ、後者は一般社団法人ジャパンバレーボールリーグ、それぞれの管轄となる[24]。

## リーグ構成
2023-24シーズン現在、男女ともにはV1/V2/V3の3部構成。2022-23シーズンまでは、女子はV1/V2の2部構成だった。
| ディビジョン   | 男子     | 女子     |
| -------------- | -------- | -------- |
| DIVISION1 (V1) | 10チーム | 12チーム |
| DIVISION2 (V2) | 10チーム | 10チーム |
| DIVISION3 (V3) | 11チーム | 4チーム  |

昇格・降格（2022-23シーズンまで）
- V・チャレンジマッチでV1・9-10位の2チームとV2・1-2位の2チーム、V2・9-10位の2チームとV3・1-2位の2チームによる入替戦が行われる（入替戦有無は該当チーム所有ライセンスによる）。
- S3ライセンスが交付されればVリーグ機構入社内定となりV3昇格となる。

### リーグ再編成
Vリーグを運営する日本バレーボールリーグ機構では、2023年2月に、2024-25シーズンよりリーグを以下のように再編することを明らかにした。6月に移行後のライセンス規定を発表した。
S-V.LEAGUE
新設されるトップリーグ。男女とも最大16チームで構成される。参加要件としては「ホームアリーナ確保、ユースチーム設置、チーム名に地域名を入れること」などが挙げられているが、完全プロ化までは求めない。レギュラーシーズンはホーム&アウェーの44試合制で、上位8チームがトーナメント方式のプレーオフを行い優勝チームを決定する仕組みとなる予定。
リーグ名称の「S-V.LEAGUE」は2023年4月に発表された。リーグ名称の頭に付く「S」は「Strong（強く）、Spread（広く）、Society（社会）」の意味とされる。
V.LEAGUE
SVリーグへの参加を希望しないチームの受け皿として「V.LEAGUE」も存続させるが、1部制・東西カンファレンスの形に再編される。

## チーム一覧
- 2023-24シーズン参加チームを「ホームタウンの全国地方公共団体コード順→所属するカテゴリの高い順→チーム名の五十音順」に並べた。
- チーム名およびホームタウンはいずれも一般社団法人日本バレーボールリーグ機構に掲載されているもの。
- 2023-24ライセンスは2022年10月12日に発表されたもの[23]。（ヴォレアス北海道は、2023年3月15日に発表されたもの[29]）「」は下位ライセンスから格上げとなったチーム、「」は上位ライセンスから格下げとなったチーム。

### 男子
| ブロック | チーム名 （呼称）              | ホームタウン              | 運営形態 | 加盟年度 | 2023-24 所属 | 2023-24 ライセンス |
| -------- | ------------------------------ | ------------------------- | -------- | -------- | ------------ | ------------------ |
| 北海道   | 北海道イエロースターズ         | 北海道札幌市              | クラブ   | 2019-20  | V2           | S1                 |
| 北海道   | ヴォレアス北海道               | 北海道旭川市              | クラブ   | 2018-19  | V1           | S1                 |
| 関東     | つくばユナイテッドSun GAIA     | 茨城県つくば市            | クラブ   | 2018-19  | V2           | S2                 |
| 関東     | 埼玉アザレア                   | 埼玉県川越市              | クラブ   | 2018-19  | V2           | S2                 |
| 関東     | 千葉ZELVA                      | 千葉県千葉市              | クラブ   | 2020-21  | V3           | S2                 |
| 関東     | トヨタモビリティ東京スパークル | 東京都板橋区              | 実業団   | 2018-19  | V3           | S3                 |
| 関東     | 東京グレートベアーズ           | 東京都墨田区              | クラブ   | 2022-23  | V1           | S1                 |
| 関東     | 警視庁フォートファイターズ     | 東京都武蔵野市            | 実業団   | 2018-19  | V3           | S2                 |
| 関東     | 東京ヴェルディ                 | 東京都稲城市              | クラブ   | 2018-19  | V3           | S2                 |
| 関東     | 富士通カワサキレッドスピリッツ | 神奈川県川崎市            | 実業団   | 2018-19  | V2           | S1                 |
| 中部     | 長野GaRons                     | 長野県須坂市              | クラブ   | 2018-19  | V3           | S2                 |
| 中部     | VC長野トライデンツ             | 長野県南箕輪村            | クラブ   | 2018-19  | V1           | S1                 |
| 中部     | 東レアローズ                   | 静岡県三島市              | 実業団   | 2018-19  | V1           | S1                 |
| 中部     | アイシンティルマーレ           | 愛知県碧南市              | 実業団   | 2020-21  | V2           | S2                 |
| 中部     | ジェイテクトSTINGS             | 愛知県刈谷市 愛知県岡崎市 | 実業団   | 2018-19  | V1           | S1                 |
| 中部     | ウルフドッグス名古屋           | 愛知県稲沢市              | 分社事業 | 2018-19  | V1           | S1                 |
| 中部     | 大同特殊鋼レッドスター         | 愛知県知多市              | 実業団   | 2018-19  | V3           | S2                 |
| 中部     | トヨタ自動車サンホークス       | 愛知県みよし市            | 実業団   | 2018-19  | V2           | S2                 |
| 中部     | ヴィアティン三重               | 三重県四日市市            | クラブ   | 2018-19  | V2           | S1                 |
| 近畿     | クボタスピアーズ               | 大阪府大阪市              | 実業団   | 2020-21  | V2           | S2                 |
| 近畿     | 日本製鉄堺ブレイザーズ         | 大阪府堺市                | 分社事業 | 2018-19  | V1           | S1                 |
| 近畿     | きんでんトリニティーブリッツ   | 大阪府岸和田市            | 実業団   | 2018-19  | V2           | S2                 |
| 近畿     | パナソニックパンサーズ         | 大阪府枚方市              | 分社事業 | 2018-19  | V1           | S1                 |
| 近畿     | サントリーサンバーズ           | 大阪府箕面市 大阪府大阪市 | 実業団   | 2018-19  | V1           | S1                 |
| 近畿     | 近畿クラブスフィーダ           | 大阪府東大阪市            | クラブ   | 2018-19  | V3           | S3                 |
| 近畿     | 兵庫デルフィーノ               | 兵庫県明石市              | クラブ   | 2018-19  | V3           | S2                 |
| 近畿     | 奈良ドリーマーズ               | 奈良県奈良市              | クラブ   | 2018-19  | V3           | S2                 |
| 中国     | JTサンダーズ広島               | 広島県広島市              | 実業団   | 2018-19  | V1           | S1                 |
| 九州     | 福岡ウイニングスピリッツ       | 福岡県福岡市              | クラブ   | 2022-23  | V3           | S3                 |
| 九州     | 大分三好ヴァイセアドラー       | 大分県大分市              | 実業団   | 2018-19  | V2           | S1                 |
| 九州     | フラーゴラッド鹿児島           | 鹿児島県日置市            | クラブ   | 2023-24  | V3           | S3                 |

### 女子
| ブロック | チーム名 （呼称）                            | ホームタウン       | 運営形態 | 加盟年度 | 2023-24 所属 | 2023-24 ライセンス |
| -------- | -------------------------------------------- | ------------------ | -------- | -------- | ------------ | ------------------ |
| 北海道   | アルテミス北海道                             | 北海道札幌市       | クラブ   | 2023-24  | V3           | S3                 |
| 東北     | リガーレ仙台                                 | 宮城県仙台市       | クラブ   | 2021-22  | V2           | S1                 |
| 東北     | プレステージ・インターナショナルアランマーレ | 山形県酒田市       | 実業団   | 2018-19  | V1           | S1                 |
| 関東     | 日立Astemoリヴァーレ                         | 茨城県ひたちなか市 | 実業団   | 2018-19  | V1           | S1                 |
| 関東     | 群馬グリーンウイングス                       | 群馬県前橋市       | 実業団   | 2018-19  | V2           | S1                 |
| 関東     | 埼玉上尾メディックス                         | 埼玉県上尾市       | 実業団   | 2018-19  | V1           | S1                 |
| 関東     | 千葉エンゼルクロス                           | 千葉県柏市         | 実業団   | 2018-19  | V2           | S1                 |
| 関東     | 東京サンビームズ                             | 東京都中央区       | 実業団   | 2018-19  | V2           | S2                 |
| 関東     | NECレッドロケッツ                            | 神奈川県川崎市     | 実業団   | 2018-19  | V1           | S1                 |
| 中部     | KUROBEアクアフェアリーズ                     | 富山県黒部市       | クラブ   | 2018-19  | V1           | S1                 |
| 中部     | PFUブルーキャッツ                            | 石川県かほく市     | 分社事業 | 2018-19  | V1           | S1                 |
| 中部     | ルートインホテルズブリリアントアリーズ       | 長野県上田市       | 実業団   | 2019-20  | V2           | S1                 |
| 中部     | JAぎふリオレーナ                             | 岐阜県岐阜市       | 実業団   | 2018-19  | V2           | S1                 |
| 中部     | ブレス浜松                                   | 静岡県浜松市浜名区 | クラブ   | 2018-19  | V2           | S1                 |
| 中部     | トヨタ車体クインシーズ                       | 愛知県刈谷市       | 実業団   | 2018-19  | V1           | S1                 |
| 中部     | デンソーエアリービーズ                       | 愛知県西尾市       | 実業団   | 2018-19  | V1           | S1                 |
| 中部     | ヴィアティン三重                             | 三重県津市         | クラブ   | 2022-23  | V3           | S3                 |
| 近畿     | 東レアローズ                                 | 滋賀県大津市       | 実業団   | 2018-19  | V1           | S1                 |
| 近畿     | JTマーヴェラス                               | 大阪府大阪市       | 実業団   | 2018-19  | V1           | S1                 |
| 近畿     | ヴィクトリーナ姫路                           | 兵庫県姫路市       | クラブ   | 2018-19  | V2           | S1                 |
| 中国     | 岡山シーガルズ                               | 岡山県             | クラブ   | 2018-19  | V1           | S1                 |
| 中国     | 倉敷アブレイズ                               | 岡山県倉敷市       | 分社事業 | 2023-24  | V3           | S3                 |
| 中国     | 大野石油広島オイラーズ                       | 広島県広島市       | 実業団   | 2018-19  | V2           | S1                 |
| 九州     | カノアラウレアーズ福岡                       | 福岡県福智町       | クラブ   | 2023-24  | V3           | S3                 |
| 九州     | 久光スプリングス                             | 佐賀県鳥栖市       | 分社事業 | 2018-19  | V1           | S1                 |
| 九州     | フォレストリーヴズ熊本                       | 熊本県熊本市       | クラブ   | 2020-21  | V2           | S2                 |

### 退会したチーム
女子
| ブロック | チーム名 （呼称）          | ホームタウン | 運営形態 | 退会時カテゴリ・順位 | 備考 |
| -------- | -------------------------- | ------------ | -------- | -------------------- | ---- |
| 中部     | トヨタ自動車ヴァルキューレ | 愛知県豊田市 | 実業団   | 2018-19 V2 9位       |      |
| 近畿     | 大阪スーペリアーズ         | 大阪府大阪市 | 実業団   | 2018-19 V2 10位      |      |

## 試合日程
基本的に土日に開催される。時折、金曜日開催などの試合もある。
完全なホーム・アンド・アウェー方式ではないが、各ディビジョンのV・レギュラーラウンド全試合が所属チームのホームで行われるようになっている。
V1は、週ごとに以下の2パターンで開催される。
1. 1会場に2チームが出場し、1日のみの1試合開催。
2. 1会場に4チームが出場し、2日間で各チーム2試合ずつ行う。

V1男子は、10チームが各週において、パターン1で1組、パターン2で2組に分かれて試合を行う。なお、2020-21シーズンは、多くの大会で1会場1試合の形式（一部2試合）となり、完全なホーム・アンド・アウェー方式にだいぶ近い形となった。週2試合ペースで試合を行い、連日（基本土日）で同会場・同カードの試合を行う。
V1女子は、カンファレンスごとに、6チームが各週において、パターン1、パターン2で1組ずつに分かれて試合を行う。交流戦は、12チームがパターン2で3組に分かれて試合を行う。2020-21シーズンは短縮日程のため1リーグ制でやや不規則な日程となった。
V2、V3はV1と比べて比較的不規則な日程になっているが、全試合が所属チームのホームで行われる日程になっている。
V1のファイナルステージは集中開催方式で行われる。

## 試合方式[33]

### V1男子
V・レギュラーラウンドとV・ファイナルステージの二段階方式で行う。
V・レギュラーラウンド
10チームによる4回戦総当たりで、1チーム36試合を行う。上位6チームがV・ファイナルステージ進出。下位4チームは最終順位が確定する。
V・ファイナルステージ
トーナメント方式で行われ全試合1戦方式とする。
レギュラーラウンド3～6位でクォーターファイナルを行う。勝者がセミファイナル、敗者が5位決定戦に進出する。クォーターファイナルの勝者とレギュラーラウンドの上位2チームでセミファイナルを行い、勝者がファイナル、敗者が3位決定戦に進出する。

### V1女子
V・レギュラーラウンドとV・ファイナルステージの二段階方式で行う。
V・レギュラーラウンド
12チームによる2回戦総当たりで、1チーム22試合を行う。上位6チームがV・ファイナルステージ進出。下位6チームは最終順位が確定し、下位2チームはV・チャレンジマッチ（入替戦）出場となる。
V・ファイナルステージ
トーナメント方式で行われ全試合1戦方式とする。
レギュラーラウンド3～6位でクォーターファイナルを行う。勝者がセミファイナル、敗者が5位決定戦に進出する。クォーターファイナルの勝者とレギュラーラウンドの上位2チームでセミファイナルを行い、勝者がファイナル、敗者が3位決定戦に進出する。
V Cup
12チームを2グループに分け1回戦総当たりで予選を行う。各グループの上位2チームがファイナルラウンドに進み、セミファイナルを行う。勝者がファイナルに進み、敗者が3位決定戦に進む。

### V2男子
V・レギュラーラウンドのみが行われ、10チームによる3回戦総当たりで、1チーム27試合を行う。

### V2女子
V・レギュラーラウンドとV・ファイナルステージの二段階方式で行う。
V・レギュラーラウンド
10チームによる2回戦総当たりで、1チーム18試合を行う。上位3チームがV・ファイナルステージ進出。下位7チームは最終順位が確定する。
V・ファイナルステージ
レギュラーラウンドの2位と3位でファイナル3を行い、勝者とレギュラーラウンド1位とファイナルを行う。いずれも1戦方式で行う。

### V3男子
V・レギュラーラウンドとV・ファイナルステージの二段階方式で行う。
V・レギュラーラウンド
11チームによる2回戦総当たりで、1チーム20試合を行う。上位3チームがV・ファイナルステージ進出。下位8チームは最終順位が確定する。
V・ファイナルステージ
レギュラーラウンドの2位と3位でファイナル3を行い、勝者とレギュラーラウンド1位とファイナルを行う。いずれも1戦方式で行う。

### V3女子
V・レギュラーラウンドのみが行われ、4チームによる5回戦総当たりで、1チーム15試合を行う。

### 全ディビジョン共通事項
ポイント制
各ディビジョンともリーグ戦ではポイント制（勝ち点制）が導入され、試合ごとに以下の条件でポイントを付与する。勝数が同じである場合、このポイントによって順位が決まる。この配点方法はバレーボール・ワールドリーグなどと同じ方式である。
| 条件                                       | 付与ポイント |
| ------------------------------------------ | ------------ |
| セットカウント「3-0」あるいは「3-1」で勝利 | 3点          |
| セットカウント「3-2」で勝利                | 2点          |
| セットカウント「2-3」で敗戦                | 1点          |
| セットカウント「1-3」あるいは「0-3」で敗戦 | 0点          |

リーグ戦順位決定方式
各ディビジョンのV・レギュラーラウンドでは、勝率の多いチームほど上位となる。勝率が同じである場合は、「ポイント→セット率→得点率」で比較し、得点率まで同率のチームが生じた場合には「対象チーム間の勝率→ポイント→セット率→得点率」で優劣を決める。

### 過去の試合方式
V1男子
| 年度    | チーム数 | 試合方式 |
| ------- | -------- | --- |
| 2018-19 | 10       | 【V・レギュラーラウンド】3回戦総当たり。上位6チームがV・ファイナルステージに進出し、下位2チームがV・チャレンジマッチ出場。 【V・ファイナルステージ】進出6チームがまずファイナル6で1回戦総当たり。1位がファイナル、2-3位がファイナル3進出。ファイナル3で2チームが2試合方式で争い勝者がファイナル進出。ファイナルでも2試合方式で優勝を争う。     |
| 2019-20 | 10       | 【V・レギュラーラウンド】3回戦総当たり。上位5チームがV・ファイナルステージに進出し、下位2チームがV・チャレンジマッチ出場。 【V・ファイナルステージ】進出5チームがパラマス式トーナメントで優勝を争う（各カード1試合方式）。 |
| 2020-21 | 10       | 【V・レギュラーラウンド】4回戦総当たり。上位3チームがV・ファイナルステージに進出し、下位2チームがV・チャレンジマッチ出場。 【V・ファイナルステージ】進出3チームがパラマス式トーナメントで優勝を争う（各カード1試合方式で、上位チームに1勝分のアドバンテージを付けて行うため、下位チーム勝利時はゴールデンセット=延長戦勝者が勝ち抜けとなる）。 |

V1女子
| 年度    | チーム数 | 試合方式 |
| ------- | -------- | --- |
| 2018-19 | 11       | 【V・レギュラーラウンド】東西2カンファレンスに分かれ、カンファレンス関係なしに全チームと2回戦総当たり。各カンファレンスの上位4チームがV・ファイナルステージに進出し、5位以下がV・チャレンジステージ出場。 【V・チャレンジステージ】出場3チームが1回戦総当たりを行い、最下位がV・チャレンジマッチ出場。 【V・ファイナルステージ】進出8チームがまずファイナル8で1回戦総当たり。1位がファイナル、2-3位がファイナル3進出。ファイナル3で2チームが2試合方式で争い勝者がファイナル進出。ファイナルでも2試合方式で優勝を争う。 |
| 2019-20 | 12       | 【V・レギュラーラウンド】2017-18成績を基に「プレミア」と「スター」の2カンファレンスに分かれ、各カンファレンスで3回戦総当たりし、交流戦として異なるカンファレンスチームと1回ずつ対戦。全チームがV・ファイナルステージに出場となり、各カンファレンス上位4チームがそのファイナル8に進出し、各カンファレンス下位2チームがそのチャレンジ4に出場。 【V・ファイナルステージ】チャレンジ4出場4チームが1回戦総当たりを行い、下位2チームがV・チャレンジマッチ出場。 ファイナル8進出8チームが2グループに分かれて1回戦総当たりを行い、各グループ上位2チームがセミファイナル進出。セミファイナルとファイナルをトーナメント方式（1試合制）で戦い優勝を決める。 |
| 2020-21 | 12       | 【V・レギュラーラウンド】2回戦総当たり。V・ファイナルステージでは、1-4位、5-8位、9-12位に分かれてそれぞれ順位決定戦を行う。 【V・ファイナルステージ】各順位決定戦をトーナメント方式で行い、1-4位決定戦優勝者がシーズン優勝、9-12位決定戦の下位2チームがV・チャレンジマッチ出場。各順位決定戦で3位決定戦も行い全順位を決める。 |

V2男子
| 年度    | チーム数 | 試合方式 |
| ------- | -------- | --- |
| 2018-19 | 9        | 【V・レギュラーラウンド】3回戦総当たりで1チーム24試合戦う。上位2チームはS1ライセンス所有チームに限りV・チャレンジマッチ出場。 |
| 2019-20 | 12       | 【V・レギュラーラウンド】2回戦総当たりで1チーム22試合戦う。上位2チームはS1ライセンス所有チームに限りV・チャレンジマッチ出場。 |
| 2020-21 | 11       | 【V・レギュラーラウンド】2回戦総当たりで1チーム20試合戦う。上位2チームはS1ライセンス所有チームに限りV・チャレンジマッチ出場。 |

V2女子
| 年度    | チーム数 | 試合方式 |
| ------- | -------- | --- |
| 2018-19 | 10       | 【V・レギュラーラウンド】2回戦総当たり。上位6チームがV・ファイナルステージに進出。 【V・ファイナルステージ】進出6チームがまずファイナル6で1回戦総当たり。S1ライセンス所有チームの中で最上位がV1昇格し、優勝チームが昇格の場合、S1ライセンス所有チームが準優勝すればV・チャレンジマッチ出場。 |
| 2019-20 | 8        | 【V・レギュラーラウンド】3回戦総当たりで1チーム21試合戦う。上位2チームはS1ライセンス所有チームに限りV・チャレンジマッチ出場。 |
| 2020-21 | 9        | 【V・レギュラーラウンド】2回戦総当たりで1チーム16試合戦う。上位2チームはS1ライセンス所有チームに限りV・チャレンジマッチ出場。 |

V3男子
| 年度    | チーム数 | 試合方式                                                    |
| ------- | -------- | ----------------------------------------------------------- |
| 2018-19 | 6        | 【V・レギュラーラウンド】4回戦総当たりで1チーム20試合戦う。 |
| 2019-20 | 4        | 【V・レギュラーラウンド】5回戦総当たりで1チーム15試合戦う。 |
| 2020-21 | 4        | 【V・レギュラーラウンド】3回戦総当たりで1チーム9試合戦う。  |

リーグ順位決定方式
| 年度    | 試合方式 |
| ------- | --- |
| 2018-19 | 【V・レギュラーラウンド】ポイントの多いチームが上位となる。ポイントが同点となった場合は「勝率→セット率→得点率」で比較し、得点率まで同率のチームが生じた場合には「対象チーム間の勝率→セット率→得点率」で優劣を決める。 【V・ファイナルステージ】ファイナル6、ファイナル8もポイントが多いチームが上位となるが、ポイントが同点の場合は、V・レギュラーラウンドの成績で決め、V1男子、V2女子はその順位、V1女子はその獲得ポイントが多いチームを上位とする。 |
| 2019-20 | 【V・レギュラーラウンド】勝数の多いチームが上位となる。ポイントが同点となった場合は「ポイント→セット率→得点率」で比較し、得点率まで同率のチームが生じた場合には「対象チーム間の勝率→セット率→得点率」で優劣を決める。 【V・ファイナルステージ】獲得ポイントの高いチームを上位とし、同点の場合は、「勝数→セット率→得失点差」で比較し、得点率まで同率のチームが生じた場合には「対象チーム間の勝率→セット率→得点率」で優劣を決める。                    |
| 2020-21 | 【V・レギュラーラウンド】勝数の多いチームが上位となる。ポイントが同点となった場合は「ポイント→セット率→得点率」で比較し、得点率まで同率のチームが生じた場合には「対象チーム間の勝率→セット率→得点率」で優劣を決める。 【V・ファイナルステージ】獲得ポイントの高いチームを上位とし、同点の場合は、「勝数→セット率→得失点差」で比較し、得点率まで同率のチームが生じた場合には「対象チーム間の勝率→セット率→得点率」で優劣を決める。                    |
| 2021-22 | 【V・レギュラーラウンド】勝数の多いチームが上位となる。ポイントが同点となった場合は「ポイント→セット率→得点率」で比較し、得点率まで同率のチームが生じた場合には「対象チーム間の勝率→セット率→得点率」で優劣を決める。 【V・ファイナルステージ】獲得ポイントの高いチームを上位とし、同点の場合は、「勝数→セット率→得失点差」で比較し、得点率まで同率のチームが生じた場合には「対象チーム間の勝率→セット率→得点率」で優劣を決める。                    |
| 2022-23 | 【V・レギュラーラウンド】勝数の多いチームが上位となる。ポイントが同点となった場合は「ポイント→セット率→得点率」で比較し、得点率まで同率のチームが生じた場合には「対象チーム間の勝率→セット率→得点率」で優劣を決める。 【V・ファイナルステージ】獲得ポイントの高いチームを上位とし、同点の場合は、「勝数→セット率→得失点差」で比較し、得点率まで同率のチームが生じた場合には「対象チーム間の勝率→セット率→得点率」で優劣を決める。                    |

#### V・チャレンジマッチ
各ディビジョンリーグ戦終了後、V1男子・V2男子入替戦、V2男子・V3男子入替戦、V1女子・V2女子入替戦を、それぞれ以下の要綱で行う。
上位ディビジョンと下位ディビジョンの出場チームによる入替戦が行われる。組み合わせは以下の通り。
- V1男子・V2男子入替戦 ： V1・9位 vs V2・準優勝、V1・10位 vs V2・優勝
- V2男子・V3男子入替戦 ： V2・9位 vs V3・準優勝、V2・10位 vs V3・優勝
- V1女子・V2女子入替戦 ： V1・11位 vs V2・準優勝、V1・12位 vs V2・優勝

それぞれ、2勝した方が次シーズンのV1参入となり、1勝1敗の場合は、セット率→得点率の順で決め、それでも決まらない場合は上位ディビジョンのチームを次シーズンの上位ディビジョン参入とする。
下位ディビジョンの上位2チームとも上位ディビジョン参入に必要なライセンスを所有してない場合は、当該入替戦を開催しない。下位ディビジョンの上位2チームのうち一方のみが上位ディビジョン参入に必要なライセンスを所有、あるいは、上位ディビジョンで上位ディビジョン参入に必要なライセンス喪失チームが発生した場合は、V・チャレンジマッチの開催について別途定める。

## 歴代優勝/準優勝チーム

### 歴代優勝チーム

#### DIVISION1
| シーズン | 男子                   | 男子                   | 女子                 | 女子           |
| シーズン | 優勝                   | 準優勝                 | 優勝                 | 準優勝         |
| -------- | ---------------------- | ---------------------- | -------------------- | -------------- |
| 2018-19  | パナソニックパンサーズ | JTサンダーズ           | 久光製薬スプリングス | 東レアローズ   |
| 2019-20  | ジェイテクトSTINGS     | パナソニックパンサーズ | JTマーヴェラス       | 岡山シーガルズ |
| 2020-21  | サントリーサンバーズ   | パナソニックパンサーズ | JTマーヴェラス       | 東レアローズ   |
| 2021-22  | サントリーサンバーズ   | ウルフドッグス名古屋   | 久光スプリングス     | JTマーヴェラス |
| 2022-23  | ウルフドッグス名古屋   | サントリーサンバーズ   | NECレッドロケッツ    | 東レアローズ   |
| 2023-24  | サントリーサンバーズ   | パナソニックパンサーズ | NECレッドロケッツ    | JTマーヴェラス |

#### DIVISION2
| シーズン | 男子                           | 男子                           | 女子                                       | 女子                                   |
| シーズン | 優勝                           | 準優勝                         | 優勝                                       | 準優勝                                 |
| -------- | ------------------------------ | ------------------------------ | ------------------------------------------ | -------------------------------------- |
| 2018-19  | 富士通カワサキレッドスピリッツ | トヨタ自動車サンホークス       | ヴィクトリーナ姫路                         | JAぎふリオレーナ                       |
| 2019-20  | 富士通カワサキレッドスピリッツ | ヴォレアス北海道               | 群馬銀行グリーンウイングス                 | GSS東京サンビームズ                    |
| 2020-21  | 富士通カワサキレッドスピリッツ | ヴォレアス北海道               | 群馬銀行グリーンウイングス                 | ルートインホテルズブリリアントアリーズ |
| 2021-22  | ヴォレアス北海道               | 富士通カワサキレッドスピリッツ | ルートインホテルズブリリアントアリーズ     | 群馬銀行グリーンウイングス             |
| 2022-23  | ヴォレアス北海道               | 富士通カワサキレッドスピリッツ | プレステージインターナショナルアランマーレ | 群馬銀行グリーンウイングス             |
| 2023-24  | 北海道イエロースターズ         | 富士通カワサキレッドスピリッツ | ヴィクトリーナ姫路                         | ルートインホテルズブリリアントアリーズ |

#### DIVISION3
| シーズン | 男子                 | 男子                 | 女子     | 女子     |
| シーズン | 優勝                 | 準優勝               | 優勝     | 準優勝   |
| -------- | -------------------- | -------------------- | -------- | -------- |
| 2018-19  | ヴォレアス北海道     | ヴィアティン三重     | 開催せず | 開催せず |
| 2019-20  | 奈良ドリーマーズ     | 近畿クラブスフィーダ | 開催せず | 開催せず |
| 2020-21  | 近畿クラブスフィーダ | 千葉ZELVA            | 開催せず | 開催せず |
| 2021-22  | アイシンティルマーレ | 近畿クラブスフィーダ | 開催せず | 開催せず |

### 昇格・降格
チーム名はV.LEAGUE公式サイトのチーム概要に記されている略称で示す。V.LEAGUE参入チームは原則V3からの参戦となる。

#### 男子
| 年度    | V1 | V1             | V2               | V2 | V2                                         | V3                                   | V3 | V3           | （地域リーグ）       | V.LEAGUE 脱退 | 備考                                 |
| 年度    | 数 | V2降格         | V1昇格           | 数 | V3降格                                     | V2昇格                               | 数 | 地域L降格    | V.LEAGUE参入         | V.LEAGUE 脱退 | 備考                                 |
| ------- | -- | -------------- | ---------------- | -- | ------------------------------------------ | ------------------------------------ | -- | ------------ | -------------------- | ------------- | ------------------------------------ |
| 2018-19 | 10 | -              | -                | 9  | 降格制度なし                               | ヴォレアス ヴィアティン デルフィーノ | 6  | 降格制度なし | サフィルヴァ         | -             |                                      |
| 2019-20 | 10 | -              | -                | 12 | 降格制度なし                               | サフィルヴァ                         | 4  | 降格制度なし | アイシン クボタ 千葉 | -             |                                      |
| 2020-21 | 10 | -              | -                | 13 | 長野GR                                     | 千葉 クボタ 奈良                     | 6  | 降格制度なし | -                    | -             |                                      |
| 2021-22 | 10 | -              | -                | 15 | トヨタ自動車 奈良 警視庁 東京V クボタ 千葉 | アイシン                             | 4  | 降格制度なし | 福岡WS               | FC東京(V1)    | FC東京はネイチャーラボにチーム譲渡。 |
| 2022-23 | 10 | -              | ヴォレアス北海道 | 10 | -                                          | トヨタ自動車 クボタ                  | 10 | 降格制度なし | -                    | -             |                                      |
| 2023-24 | 10 | 昇降格制度なし | 昇降格制度なし   | 10 | 昇降格制度なし                             | 昇降格制度なし                       | 11 | 降格制度なし | 鹿児島               |               |                                      |

#### 女子
| 年度    | V1 | V1             | V2             | V2 | V2             | V3             | V3       | V3           | （地域リーグ）   | V.LEAGUE 脱退             | 備考                               |
| 年度    | 数 | V2降格         | V1昇格         | 数 | V3降格         | V2昇格         | 数       | 地域L降格    | V.LEAGUE参入     | V.LEAGUE 脱退             | 備考                               |
| ------- | -- | -------------- | -------------- | -- | -------------- | -------------- | -------- | ------------ | ---------------- | ------------------------- | ---------------------------------- |
| 2018-19 | 11 | -              | 姫路           | 10 | 降格制度なし   | 開催せず       | 開催せず | 開催せず     | ルートイン       | トヨタ自動車(V2) 大阪(V2) |                                    |
| 2019-20 | 12 | -              | -              | 8  | 降格制度なし   | 開催せず       | 開催せず | 開催せず     | 熊本             | -                         |                                    |
| 2020-21 | 12 | -              | -              | 9  | 降格制度なし   | 開催せず       | 開催せず | 開催せず     | 仙台             | -                         |                                    |
| 2021-22 | 12 | -              | -              | 10 | 降格制度なし   | 開催せず       | 開催せず | 開催せず     | ヴィアティン     | -                         |                                    |
| 2022-23 | 12 | 姫路           | プレステージ   | 11 | 降格制度なし   | 開催せず       | 開催せず | 開催せず     | -                | -                         |                                    |
| 2023-24 | 12 | 昇降格制度なし | 昇降格制度なし | 10 | 昇降格制度なし | 昇降格制度なし | 4        | 降格制度なし | 北海道 倉敷 福岡 |                           | ヴイアティンはV3実施のためV3に移行 |

## 通算成績
2019-20シーズン終了時点の通算成績。V1のゴールデンセットは第2戦とは別に扱う。

### V1男子・レギュラーラウンド
| チーム名                 | 年 | 試 | 勝 | 敗 | 勝率  | ポイント | 得セット | 失セット | セット率 | 得点 | 失点 | 得点率 |
| ------------------------ | -- | -- | -- | -- | ----- | -------- | -------- | -------- | -------- | ---- | ---- | ------ |
| FC東京                   | 2  | 54 | 14 | 40 | 0.259 | 40       | 60       | 136      | 0.441    | 4155 | 4597 | 0.904  |
| VC長野トライデンツ       | 2  | 54 | 4  | 50 | 0.074 | 12       | 25       | 154      | 0.162    | 3615 | 4380 | 0.825  |
| 東レアローズ             | 2  | 54 | 28 | 26 | 0.519 | 87       | 106      | 98       | 1.082    | 4573 | 4541 | 1.007  |
| ジェイテクトSTINGS       | 2  | 54 | 36 | 18 | 0.667 | 106      | 123      | 80       | 1.538    | 4658 | 4372 | 1.065  |
| ウルフドッグス名古屋     | 2  | 54 | 29 | 25 | 0.537 | 85       | 108      | 95       | 1.137    | 4633 | 4535 | 1.022  |
| 堺ブレイザーズ           | 2  | 54 | 30 | 24 | 0.556 | 91       | 112      | 86       | 1.302    | 4476 | 4386 | 1.021  |
| サントリーサンバーズ     | 2  | 54 | 37 | 17 | 0.685 | 111      | 125      | 75       | 1.667    | 4698 | 4358 | 1.078  |
| パナソニックパンサーズ   | 2  | 54 | 47 | 7  | 0.870 | 138      | 145      | 45       | 3.222    | 4636 | 4122 | 1.125  |
| JTサンダーズ広島         | 2  | 54 | 38 | 16 | 0.704 | 115      | 130      | 62       | 2.097    | 4513 | 4001 | 1.128  |
| 大分三好ヴァイセアドラー | 2  | 54 | 7  | 47 | 0.130 | 25       | 44       | 147      | 0.299    | 3952 | 4617 | 0.856  |

### V1男子・ファイナル6
ポイントは持ち点を含まずファイナル6で挙げたもののみ。
| チーム名               | 年 | 試 | 勝 | 敗 | 勝率  | ポイント | 得セット | 失セット | セット率 | 得点 | 失点 | 得点率 |
| ---------------------- | -- | -- | -- | -- | ----- | -------- | -------- | -------- | -------- | ---- | ---- | ------ |
| 東レアローズ           | 1  | 5  | 4  | 1  | 0.800 | 11       | 14       | 9        | 1.556    | 511  | 504  | 1.014  |
| ウルフドッグス名古屋   | 1  | 5  | 1  | 4  | 0.200 | 3        | 7        | 14       | 0.500    | 445  | 486  | 0.916  |
| 堺ブレイザーズ         | 1  | 5  | 1  | 4  | 0.200 | 4        | 8        | 13       | 0.615    | 471  | 486  | 0.969  |
| サントリーサンバーズ   | 1  | 5  | 2  | 3  | 0.400 | 6        | 10       | 12       | 0.833    | 400  | 486  | 0.823  |
| パナソニックパンサーズ | 1  | 5  | 3  | 2  | 0.600 | 10       | 12       | 7        | 1.714    | 439  | 409  | 1.073  |
| JTサンダーズ広島       | 1  | 5  | 4  | 1  | 0.800 | 11       | 12       | 8        | 1.500    | 453  | 438  | 1.034  |

### V1女子・レギュラーラウンド
| チーム名                 | 年 | 試 | 勝 | 敗 | 勝率  | ポイント | 得セット | 失セット | セット率 | 得点 | 失点 | 得点率 |
| ------------------------ | -- | -- | -- | -- | ----- | -------- | -------- | -------- | -------- | ---- | ---- | ------ |
| 日立Astemoリヴァーレ     | 2  | 41 | 14 | 27 | 0.341 | 42       | 67       | 99       | 0.677    | 3546 | 3744 | 0.947  |
| 埼玉上尾メディックス     | 2  | 41 | 24 | 17 | 0.585 | 71       | 88       | 67       | 1.313    | 3513 | 3336 | 1.053  |
| NECレッドロケッツ        | 2  | 41 | 22 | 19 | 0.537 | 68       | 78       | 71       | 1.099    | 3308 | 3313 | 0.998  |
| KUROBEアクアフェアリーズ | 2  | 41 | 3  | 38 | 0.073 | 13       | 30       | 115      | 0.261    | 2922 | 3481 | 0.839  |
| PFUブルーキャッツ        | 2  | 41 | 4  | 37 | 0.098 | 18       | 40       | 115      | 0.348    | 3125 | 3648 | 0.857  |
| デンソーエアリービーズ   | 2  | 41 | 28 | 13 | 0.683 | 80       | 90       | 56       | 1.607    | 3343 | 3120 | 1.071  |
| トヨタ車体クインシーズ   | 2  | 41 | 27 | 14 | 0.659 | 76       | 89       | 65       | 1.369    | 3494 | 3300 | 1.059  |
| 東レアローズ             | 2  | 41 | 27 | 14 | 0.659 | 81       | 95       | 63       | 1.508    | 3603 | 3368 | 1.070  |
| JTマーヴェラス           | 2  | 41 | 31 | 10 | 0.756 | 93       | 108      | 55       | 1.964    | 3716 | 3374 | 1.101  |
| ヴィクトリーナ姫路       | 1  | 21 | 3  | 18 | 0.143 | 11       | 18       | 54       | 0.333    | 1448 | 1717 | 0.843  |
| 岡山シーガルズ           | 2  | 41 | 25 | 16 | 0.610 | 75       | 91       | 65       | 1.400    | 3558 | 3342 | 1.065  |
| 久光スプリングス         | 2  | 41 | 28 | 13 | 0.683 | 80       | 92       | 61       | 1.508    | 3474 | 3307 | 1.050  |

### V1女子・ファイナル8
ポイントは持ち点を含まずファイナル6で挙げたもののみ。
| チーム名               | 年 | 試 | 勝 | 敗 | 勝率  | ポイント | 得セット | 失セット | セット率 | 得点 | 失点 | 得点率 |
| ---------------------- | -- | -- | -- | -- | ----- | -------- | -------- | -------- | -------- | ---- | ---- | ------ |
| 日立Astemoリヴァーレ   | 1  | 7  | 2  | 5  | 0.286 | 6        | 11       | 17       | 0.647    | 558  | 631  | 0.884  |
| 埼玉上尾メディックス   | 1  | 7  | 1  | 6  | 0.143 | 6        | 9        | 18       | 0.500    | 562  | 600  | 0.937  |
| NECレッドロケッツ      | 1  | 7  | 1  | 6  | 0.143 | 4        | 8        | 20       | 0.400    | 579  | 634  | 0.913  |
| デンソーエアリービーズ | 1  | 7  | 4  | 3  | 0.571 | 10       | 14       | 14       | 1.000    | 602  | 611  | 0.985  |
| トヨタ車体クインシーズ | 1  | 7  | 4  | 3  | 0.571 | 11       | 14       | 13       | 1.077    | 618  | 615  | 1.005  |
| 東レアローズ           | 1  | 7  | 6  | 1  | 0.857 | 16       | 19       | 9        | 2.111    | 647  | 585  | 1.106  |
| JTマーヴェラス         | 1  | 7  | 3  | 4  | 0.429 | 11       | 13       | 13       | 1.000    | 574  | 568  | 1.011  |
| 久光スプリングス       | 1  | 7  | 7  | 0  | 1.000 | 20       | 21       | 5        | 4.200    | 632  | 528  | 1.197  |

### V2男子・レギュラーラウンド
| チーム名                       | 年 | 試 | 勝 | 敗 | 勝率  | ポイント | 得セット | 失セット | セット率 | 得点 | 失点 | 得点率 |
| ------------------------------ | -- | -- | -- | -- | ----- | -------- | -------- | -------- | -------- | ---- | ---- | ------ |
| ヴォレアス北海道               | 1  | 20 | 19 | 1  | 0.950 | 55       | 58       | 12       | 4.833    | 1688 | 1430 | 1.180  |
| つくばユナイテッドSun GAIA     | 2  | 45 | 19 | 26 | 0.422 | 60       | 71       | 88       | 0.807    | 3543 | 3600 | 0.984  |
| 埼玉アザレア                   | 2  | 45 | 25 | 20 | 0.556 | 77       | 99       | 80       | 1.238    | 4024 | 3914 | 1.028  |
| 警視庁フォートファイターズ     | 2  | 45 | 27 | 18 | 0.600 | 82       | 101      | 79       | 1.278    | 4064 | 3865 | 1.051  |
| 東京ヴェルディ                 | 2  | 44 | 6  | 38 | 0.136 | 19       | 41       | 122      | 0.336    | 3410 | 3877 | 0.880  |
| 富士通カワサキレッドスピリッツ | 2  | 44 | 40 | 4  | 0.909 | 119      | 126      | 32       | 3.938    | 3808 | 3152 | 1.208  |
| 長野GaRons                     | 2  | 44 | 6  | 38 | 0.136 | 17       | 35       | 121      | 0.289    | 3138 | 3758 | 0.835  |
| 大同特殊鋼レッドスター         | 2  | 44 | 27 | 17 | 0.614 | 82       | 95       | 68       | 1.397    | 3753 | 3481 | 1.078  |
| トヨタ自動車サンホークス       | 2  | 42 | 31 | 11 | 0.738 | 94       | 103      | 49       | 2.102    | 3556 | 3220 | 1.104  |
| ヴィアティン三重               | 1  | 20 | 12 | 8  | 0.600 | 31       | 42       | 38       | 1.105    | 1800 | 1799 | 1.001  |
| きんでんトリニティーブリッツ   | 2  | 44 | 14 | 30 | 0.318 | 41       | 64       | 105      | 0.610    | 3586 | 3904 | 0.919  |
| 兵庫デルフィーノ               | 1  | 19 | 2  | 17 | 0.105 | 7        | 13       | 54       | 0.241    | 1262 | 1632 | 0.773  |

### V2女子・レギュラーラウンド
| チーム名                                     | 年 | 試 | 勝 | 敗 | 勝率  | ポイント | 得セット | 失セット | セット率 | 得点 | 失点 | 得点率 |
| -------------------------------------------- | -- | -- | -- | -- | ----- | -------- | -------- | -------- | -------- | ---- | ---- | ------ |
| プレステージ・インターナショナルアランマーレ | 2  | 39 | 21 | 18 | 0.538 | 60       | 77       | 72       | 1.069    | 3296 | 3218 | 1.024  |
| 千葉エンゼルクロス                           | 2  | 39 | 15 | 24 | 0.385 | 48       | 70       | 86       | 0.814    | 3379 | 3497 | 0.966  |
| 群馬銀行グリーンウイングス                   | 2  | 39 | 32 | 7  | 0.821 | 92       | 103      | 46       | 2.239    | 3512 | 2995 | 1.173  |
| GSS東京サンビームズ                          | 2  | 39 | 21 | 18 | 0.538 | 65       | 85       | 71       | 1.197    | 3442 | 3370 | 1.021  |
| ルートインホテルズブリリアントアリーズ       | 1  | 21 | 11 | 10 | 0.524 | 31       | 43       | 44       | 0.977    | 1938 | 1924 | 1.007  |
| JAぎふリオレーナ                             | 2  | 39 | 25 | 14 | 0.641 | 76       | 91       | 61       | 1.492    | 3490 | 3303 | 1.057  |
| ブレス浜松                                   | 2  | 39 | 12 | 27 | 0.308 | 40       | 55       | 90       | 0.611    | 3007 | 3275 | 0.918  |
| トヨタ自動車ヴァルキューレ                   | 1  | 18 | 3  | 15 | 0.167 | 9        | 14       | 49       | 0.286    | 1170 | 1503 | 0.778  |
| 大阪スーペリアーズ                           | 1  | 18 | 0  | 18 | 0.000 | 0        | 2        | 54       | 0.037    | 1004 | 1394 | 0.720  |
| ヴィクトリーナ姫路                           | 1  | 18 | 17 | 1  | 0.944 | 52       | 53       | 7        | 7.571    | 1460 | 1115 | 1.309  |
| 大野石油広島オイラーズ                       | 2  | 39 | 17 | 22 | 0.436 | 49       | 70       | 83       | 0.843    | 3305 | 3409 | 0.969  |

### V2女子・ファイナル6
ポイントは持ち点を含まずファイナル6で挙げたもののみ。
| チーム名                                     | 年 | 試 | 勝 | 敗 | 勝率  | ポイント | 得セット | 失セット | セット率 | 得点 | 失点 | 得点率 |
| -------------------------------------------- | -- | -- | -- | -- | ----- | -------- | -------- | -------- | -------- | ---- | ---- | ------ |
| プレステージ・インターナショナルアランマーレ | 1  | 5  | 1  | 4  | 0.200 | 4        | 7        | 12       | 0.583    | 403  | 440  | 0.916  |
| 群馬銀行グリーンウイングス                   | 1  | 5  | 4  | 1  | 0.800 | 12       | 14       | 7        | 2.000    | 471  | 424  | 1.111  |
| GSS東京サンビームズ                          | 1  | 5  | 0  | 5  | 0.000 | 0        | 0        | 15       | 0.000    | 312  | 382  | 0.817  |
| JAぎふリオレーナ                             | 1  | 5  | 4  | 1  | 0.800 | 11       | 12       | 6        | 2.000    | 404  | 379  | 1.066  |
| ヴィクトリーナ姫路                           | 1  | 5  | 4  | 1  | 0.800 | 13       | 14       | 3        | 4.667    | 406  | 325  | 1.249  |
| 大野石油広島オイラーズ                       | 1  | 5  | 2  | 3  | 0.400 | 5        | 7        | 11       | 0.636    | 377  | 423  | 0.891  |

### V3男子・レギュラーラウンド
| チーム名                       | 年 | 試 | 勝 | 敗 | 勝率  | ポイント | 得セット | 失セット | セット率 | 得点 | 失点 | 得点率 |
| ------------------------------ | -- | -- | -- | -- | ----- | -------- | -------- | -------- | -------- | ---- | ---- | ------ |
| サフィルヴァ北海道             | 1  | 15 | 7  | 8  | 0.467 | 24       | 31       | 27       | 1.148    | 1292 | 1296 | 0.997  |
| ヴォレアス北海道               | 1  | 20 | 18 | 2  | 0.900 | 51       | 57       | 20       | 2.850    | 1831 | 1599 | 1.145  |
| トヨタモビリティ東京スパークル | 2  | 35 | 3  | 32 | 0.086 | 16       | 33       | 99       | 0.333    | 2723 | 3077 | 0.885  |
| ヴィアティン三重               | 1  | 20 | 17 | 3  | 0.850 | 49       | 55       | 19       | 2.895    | 1749 | 1515 | 1.154  |
| 近畿クラブスフィーダ           | 2  | 35 | 21 | 14 | 0.600 | 62       | 75       | 60       | 1.250    | 3086 | 3002 | 1.028  |
| 兵庫デルフィーノ               | 1  | 20 | 4  | 16 | 0.200 | 12       | 18       | 51       | 0.353    | 1335 | 1654 | 0.807  |
| 奈良ドリーマーズ               | 2  | 35 | 20 | 15 | 0.571 | 56       | 72       | 65       | 1.108    | 3131 | 3004 | 1.042  |

### 女子・チャレンジマッチ
| チーム名                   | 年 | 試 | 勝 | 敗 | 勝率  | ポイント | 得セット | 失セット | セット率 | 得点 | 失点 | 得点率 |
| -------------------------- | -- | -- | -- | -- | ----- | -------- | -------- | -------- | -------- | ---- | ---- | ------ |
| 群馬銀行グリーンウイングス | 1  | 2  | 0  | 2  | 0.000 | 0        | 0        | 6        | 0.000    | 119  | 156  | 0.763  |
| PFUブルーキャッツ          | 1  | 2  | 2  | 0  | 1.000 | 6        | 6        | 0        | MAX      | 150  | 115  | 1.304  |
| JAぎふリオレーナ           | 1  | 2  | 0  | 2  | 0.000 | 0        | 0        | 6        | 0.000    | 115  | 150  | 0.767  |
| ヴィクトリーナ姫路         | 1  | 2  | 2  | 0  | 1.000 | 6        | 6        | 0        | MAX      | 156  | 119  | 1.311  |

## 放送・配信
- 旧プレミアリーグから継続する形でDAZNにてV1の大半をライブ配信していたが、2021年で配信の契約が終了したことがスポーツ報知から報じられた[39]。
- 新生Vリーグ開始に合わせて排球堂マーケティングが運営する公式動画配信サイト「V.LEAGUE TV（略称V.TV）」を新設。V1のDAZN非配信試合とV2・V3全試合をライブ配信、DAZN配信試合は試合開催10日後以降にアーカイブ配信していた。2021-22シーズンからはV1全試合とV2・V3のうち注目試合のライブ配信に移行し、これに伴い会費の改定を実施する[40]。2022年7月31日付けで排球堂マーケティングが日本バレーボールリーグ機構と統合されたため、2022-23シーズンよりイージースポーツと提携して「V.TVイージースポーツ」リニューアルされた[41]。
- V2・V3のうち、V.TV非配信試合については、YouTubeなどを通じて主管クラブによるライブあるいはオンデマンド配信が適宜行われる場合がある。
- 2022年3月よりV1男子の試合を1日1試合ずつひかりTVにて配信していた[42]。
- 衛星放送ではNHK BS1、BSフジ、GAORA、フジテレビONE/フジテレビNEXTにてV1一部試合を生中継している。